# Fuite des comtes

Fuite des comtes (carte interactive)

Ne doit pas être confondu avec les Oies sauvages (jacobites).
La Fuite des comtes (en irlandais : Teitheadh na nIarlaí) fait référence au départ d'Irlande le 4 septembre 1607 de Hugh O'Neill, comte de Tyrone et de Rory O'Donnell, comte de Tyrconnell.

## Circonstances
Ils appareillent de Rathmullan, un village situé sur les bords du Lough Swilly, dans le comté de Donegal, accompagnés de 90 partisans, pour la plupart des nobles de l'Ulster. Leur destination est l'Espagne mais ils débarquent en France et poursuivent par la route jusqu'en Italie. Ils ont prévu de revenir en Irlande pour en chasser les autorités anglaises grâce à une campagne militaire soutenue par l'Espagne, mais ils meurent tous deux en exil.
La fuite des comtes est un tournant de l'histoire de l'Irlande, car l'ancienne aristocratie gaélique d'Ulster part définitivement en exil. En dépit de leur attachement à leur patrie gaélique, les comtes ont accepté leur comté d'un Royaume d'Irlande régi par l'Angleterre, par le système des renonciations et restitutions. Mais cette fuite leur est imposée par la reconquête de l'Irlande par les Tudor, qui prépare le terrain pour les Plantations en Ulster.
Après leur défaite à la bataille de Kinsale en 1601, et la répression de leur révolte en Ulster en 1603, Tyrone et le prince de Tyrconnell ont été traités avec clémence par le gouvernement anglais d'Irlande, sous l'autorité de Charles Blount, 8e baron Mountjoy. Ils conservent leurs titres et leurs terres mais avec des réductions de pouvoir et de superficie.
Le 10 septembre 1602, le prince Hugh Roe O'Donnell de Tyrconnell meurt en Espagne, paraît-il assassiné, et son frère Rory O'Donnell lui succède comme chef du clan des O'Donnell. Il reçoit plus tard le titre de comte de Tyrconnell en échange de ses titres irlandais.
En 1605, le nouveau Lord Deputy d'Irlande, Sir Arthur Chichester, commence à réduire la liberté des deux comtes. Craignant une arrestation, ils choisissent de fuir sur le continent, où ils espèrent pouvoir recruter une armée pour envahir l'Irlande avec l'aide de l'Espagne. Mais, au début de 1607, la flotte espagnole est détruite par les Hollandais à la bataille de Gibraltar. Aussi, comme la guerre anglo-espagnole (1585-1604) s'est achevée en 1604, le roi Philippe III d'Espagne veut préserver la récente paix avec l'Angleterre, régie par la nouvelle dynastie des Stuart. Tyrone, ignorant ces réalités, reste en Italie et persiste dans ses plans d'invasion jusqu'à sa mort en exil en 1616.

### Article lié
- Reconquête de l'Irlande par les Tudor